# شمس أباد (سرعين)
شمس أباد هي قرية في مقاطعة سرعين، إيران. عدد سكان هذه القرية هو 289 في سنة 2006.